# Andrés Túñez
Andrés José Túñez Arceo (Caracas, 15 de março 1987) é um futebolista profissional venezuelano que atua como defensor, atualmente defende o Buriram United Football Club.

## Carreira
Fez parte do elenco da Seleção Venezuelana de Futebol, na Copa América de 2015.